# Universiteit van Wes-Kaapland

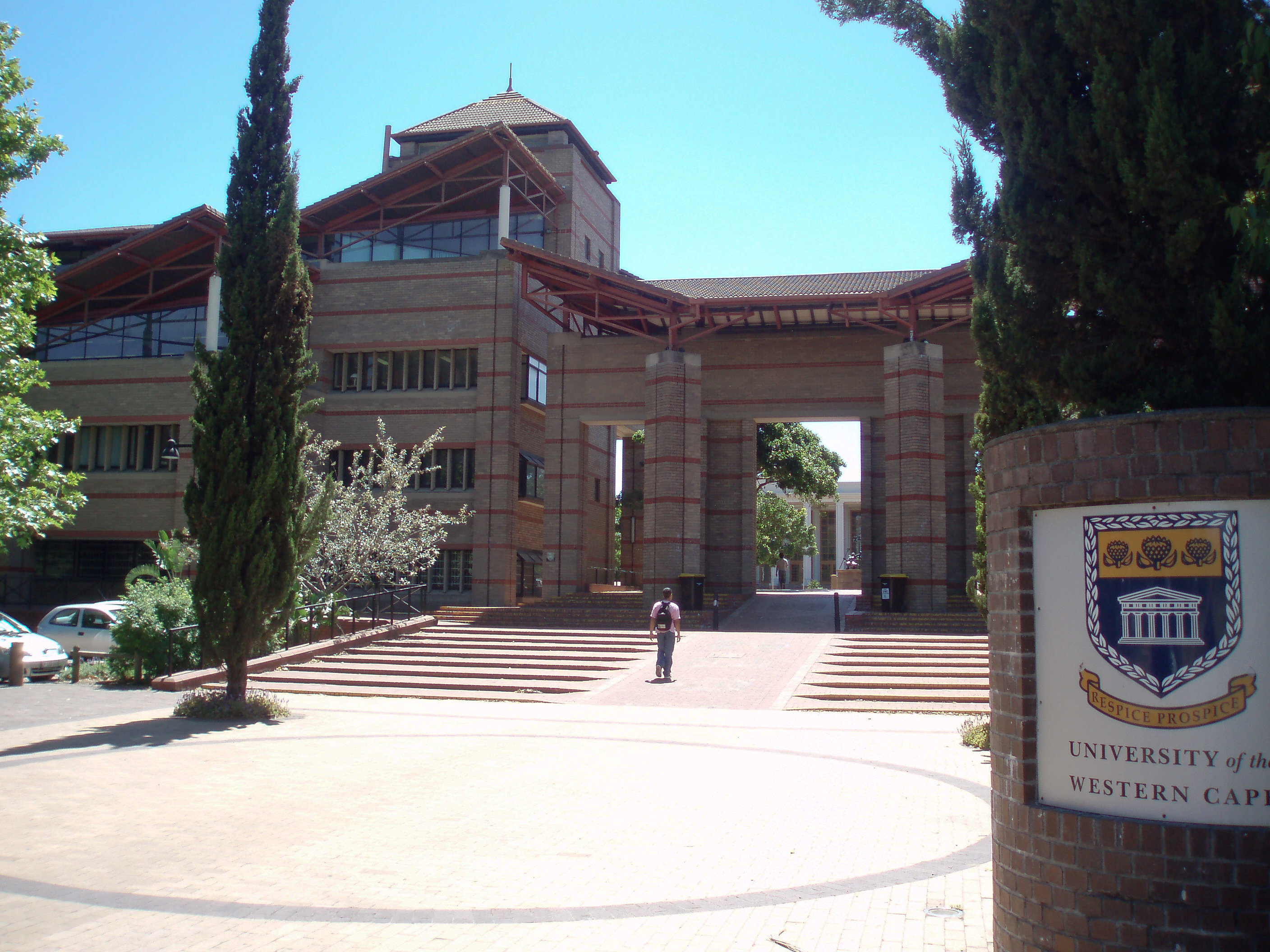
Toegang tot de campus van de Universiteit van Wes-Kaapland

De Universiteit van Wes-Kaapland (UWK), of de University of the Western Cape (UWC), werd in 1960 opgericht als universiteit voor ‘kleurlingen’ in Bellville, een voorstad van Kaapstad, Zuid-Afrika. Andere universiteiten in of bij Kaapstad zijn de University of Capetown (UCT, van oorsprong voor Engelstalige blanken) en de Universiteit van Stellenbosch (oorspronkelijk voor Afrikaans sprekende blanken). De stichting van UWK was een typisch apartheidsfenomeen, een direct gevolg van de in 1957 aangenomen Separate University Education Bill. Met deze wet werd de segregatie tot in het hoger onderwijs doorgevoerd. Kleurlingen hadden slechts toegang tot een beperkt aantal universiteiten en werden niet meer toegelaten op blanke universiteiten. Ook andere ‘etnische universiteiten’, zoals de Universiteit van Zululand en de University of the North werden in deze periode opgericht. 

## Beginperiode
UWK was oorspronkelijk een ‘bush college’, dat wil zeggen dat het geen autonome universiteit was maar onder auspiciën van de University of South Africa stond. Het onderwijs was bovendien gericht op het opleiden van kleurlingen voor functies op lager en midden niveau binnen de ‘eigen’ kleurlinggemeenschap, in het bijzonder voor educatieve en  dienstverlenende functies. In de eerste jaren na de oprichting van UWK bestond de staf uitsluitend uit blanken, meestal Afrikaners; een groot deel van docenten kwam van de Universiteit van Stellenbosch. De voertaal was in het merendeel van de lessen Afrikaans. De eerste rector was N.J. Sieberhagen (van 1960 tot 1973). De universiteit begon klein: in het eerste jaar stonden 166 studenten ingeschreven en waren er 17 stafleden. Pas in 1970 verkreeg UWK de universitaire status en konden universitaire diploma’s en graden worden uitgereikt.

## Verzet tegen apartheid
In de eerste vijftien jaar waren de leiding en een groot deel van de staf aanhangers van de Nasionale Party, en daarmee van de apartheid. Een van de weinige uitzonderingen was Adam Small, hoofd van het departement Filosofie. Small werd ten gevolge van zijn politieke betrokkenheid bij de Zwarte bewustzijnsbeweging in 1973 ontslagen. Behalve docenten zoals Small waren ook veel studenten actief in de strijd tegen apartheid en solidair met de Zwarte bewustzijnsbeweging. Protesten van studenten tegen het conservatieve gehalte van de leiding en het gebrek aan inspraak, leidde in 1975 tot de benoeming van de eerste gekleurde rector, Richard E. van der Ross. In de jaren daarna ontstond een vrijer klimaat, waarin de universiteit zich steeds meer wist te distantiëren van de apartheidsideologie. In 1982 werd een missieverklaring opgesteld waarin apartheid formeel werd verworpen. Het jaar daarna werd een wet aangenomen die de universiteit een even grote autonomie verleende als blanke universiteiten. 
In de jaren tachtig en negentig bouwde de universiteit verder aan een links imago. Rector Jakes Gerwel maakte van UWK een ‘intellectual home of the left’, met veel aandacht voor sociale en politieke kwesties. De deur werd wijd open gezet voor studenten uit een achterstandspositie en trok naast gekleurde ook steeds meer zwarte studenten. Gerwel werd in 1995 opgevolgd door Cecil Abrahams, die op zijn beurt in 2001 werd opgevolgd door Brian O'Connell. Bij de hervorming van het Zuid-Afrikaanse hoger onderwijs in 2002 heeft UWK de status van autonome universiteit behouden.